# TFI Friday

TFI Friday è stato un programma televisivo britannico di intrattenimento, in onda nel Regno Unito su Channel 4 tra il 1996 e il 2000. 
Prodotto dalla Ginger Productions, scritto da Danny Baker e condotto da Chris Evans per le prime cinque serie, è stato condotto da vari presentatori per la sesta serie. È andato in onda alle 18 di ogni venerdì dal 9 febbraio 1996 al 22 dicembre 2000, con una replica notturna. La sigla del programma era Man in a Suitcase di Ron Grainer.
Il 12 giugno 2015 è andata in onda una puntata una tantum dello show su Channel 4. Il 23 giugno 2015, dati gli ottimi risultati di share della puntata revival, Channel 4 ha annunciato di aver programmato una nuova serie, che è andata in onda in dieci puntate dal 16 ottobre  al 31 dicembre 2015.

## Presentatori
Nell'estate del 2000 Channel 4 annunciò che la sesta serie di TFI Friday sarebbe stata l'ultima. Chris Evans lasciò il programma, alla cui conduzione si alternarono presentatori diversi.
- 10 novembre 2000 – Spice Girls
- 17 novembre 2000 – i concorrenti del Big Brother 1 ("Nasty" Nick Bateman, Anna Nolan, Craig Phillips, Melanie Hill)
- 24 novembre 2000 – Davina McCall e Dermot O'Leary
- 1 dicembre 2000 – Sara Cox
- 8 dicembre 2000 – Donna Air e Huey Morgan
- 15 dicembre 2000 – Davina McCall & Dermot O'Leary
- 22 dicembre 2000 – Elton John

## Serie
| Serie    | Inizio            | Fine             | Episodi |
| -------- | ----------------- | ---------------- | ------- |
| 1        | 9 febbraio 1996   | 28 giugno 1996   | 17      |
| 2        | 13 settembre 1996 | 27 giugno 1997   | 41      |
| 3        | 5 settembre 1997  | 26 giugno 1998   | 41      |
| 4        | 4 settembre 1998  | 2 luglio 1999    | 41      |
| 5        | 10 settembre 1999 | 23 giugno 2000   | 41      |
| 6        | 10 novembre 2000  | 22 dicembre 2000 | 7       |
| Speciale | 12 giugno 2015    | 12 giugno 2015   | 1       |
| 7        | 16 ottobre 2015   | 31 dicembre 2015 | 10      |